# Teratec

Teratec (prononcer Tératec) ou Ter@tec, est un pôle européen de compétence en simulation numérique situé au site du CEA de Bruyères le Châtel.

## Activités
L'association regroupe entreprises et laboratoires de recherche. Créée à l’initiative du Commissariat à l'énergie atomique et aux énergies alternatives (CEA), elle est un acteur de la simulation et du calcul intensif.  Ter@tec est implantée dans la collectivité Cœur d'Essonne Agglomération. Elle est membre du pôle de compétitivité « Systematic Paris-Region » depuis 2005.
Elle organise des actions de promotion et d’information dont le Forum Teratec.
L'association est à l'initiative ou participe à la mise en œuvre de plusieurs projets collaboratifs, dans le cadre du pôle mondial de compétitivité Systematic Paris-Région, l'ANR (Agence nationale de la recherche) et ITEA2 :
Elle est associée au MIHPS (Master Informatique Haute Performance & Simulation).